# تومي تشانغ
تومي تشانغ (بالإنجليزية: Tommy Cheung)‏ (و. 1949 – م) هو سياسي، ولد في هونغ كونغ.

## مناصب
تولى منصب member of the Legislative Council (منذ 1 أكتوبر 2000).

## التعليم
تعلم في جامعة ببردين ‏.

## جوائز
حصل على جوائز منها:
- Silver Bauhinia Star [الإنجليزية]‏.